# Andre Building

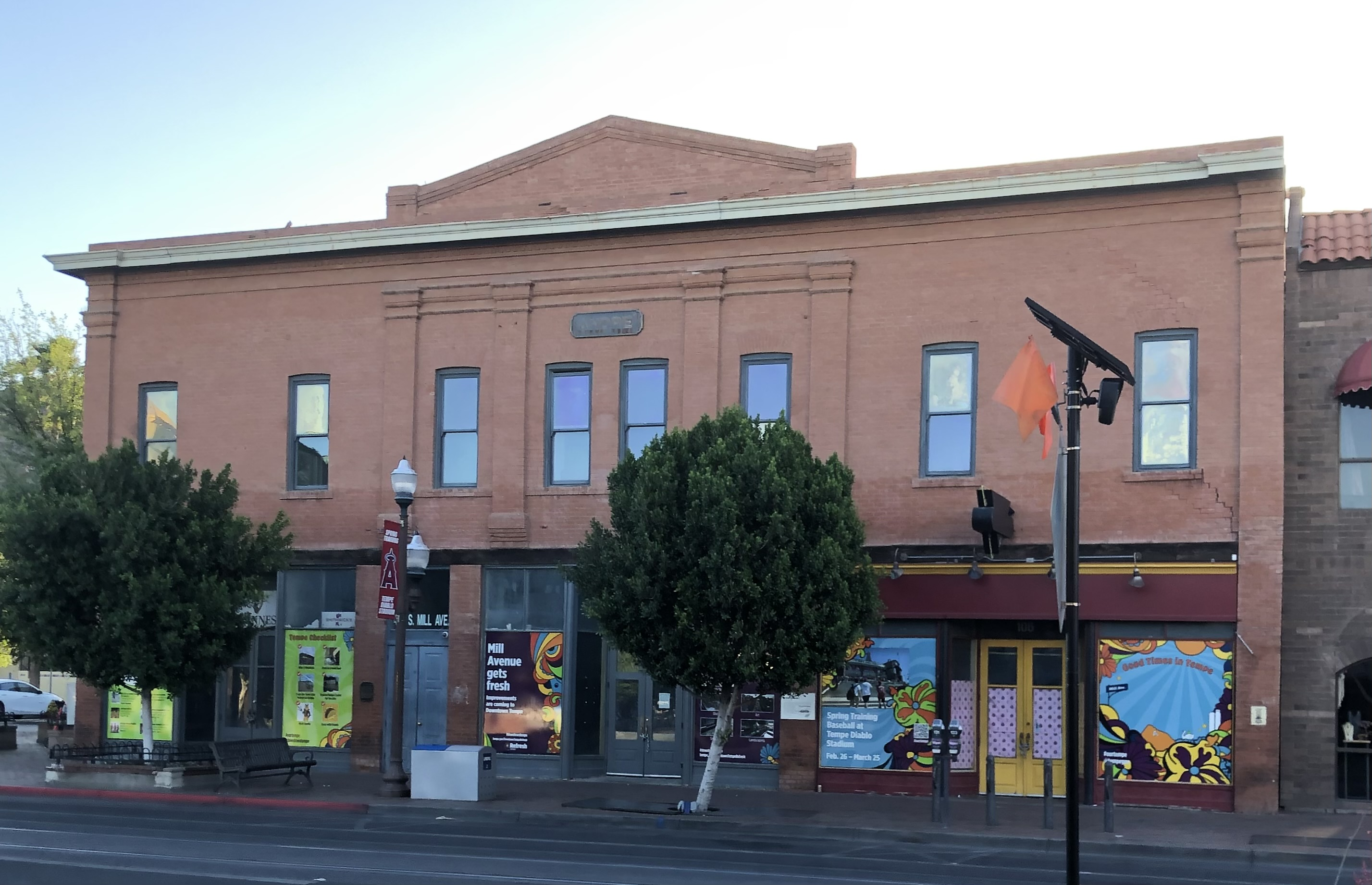
Andre Building, 2023

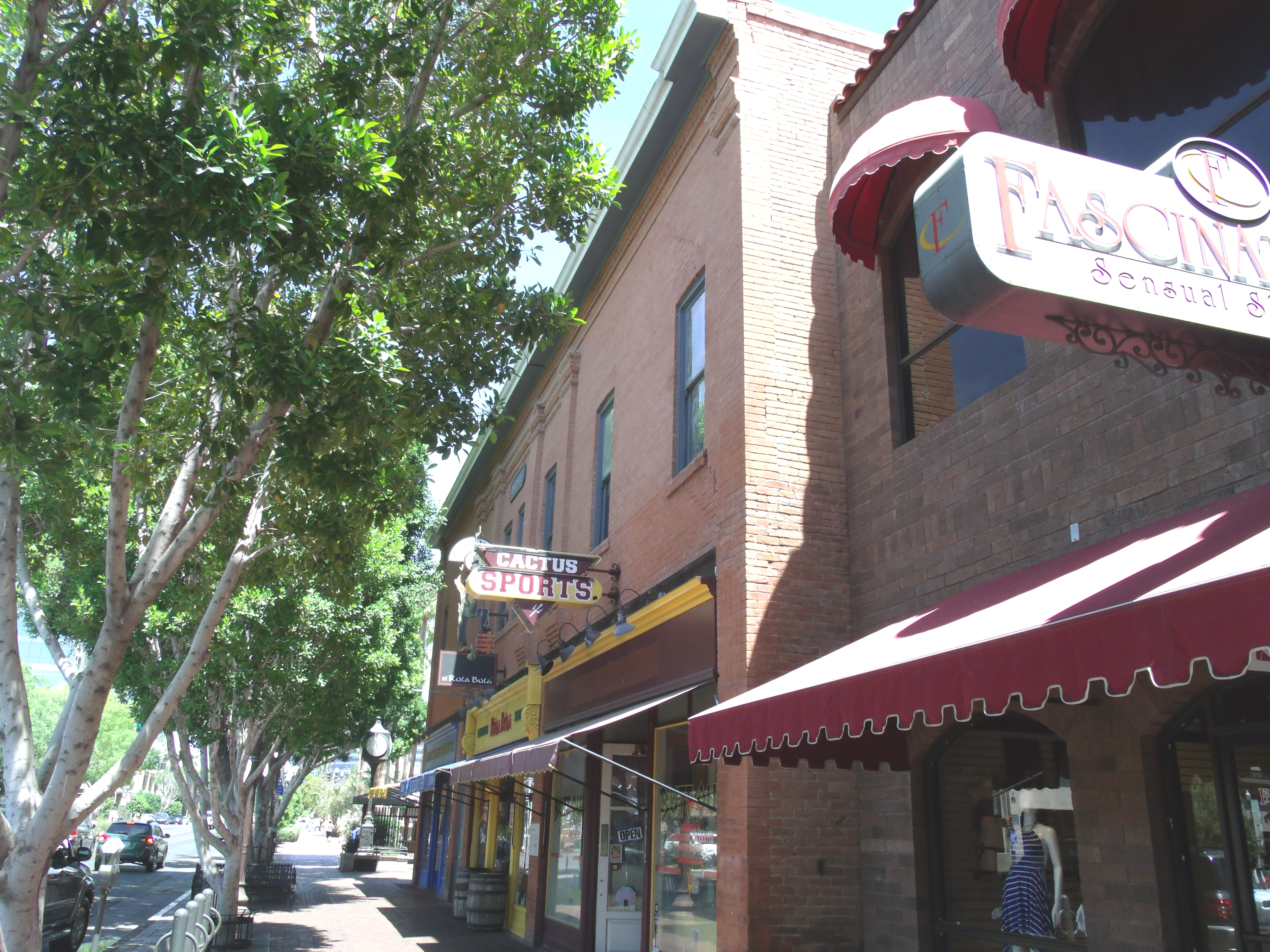
Blick von Süden, 2014

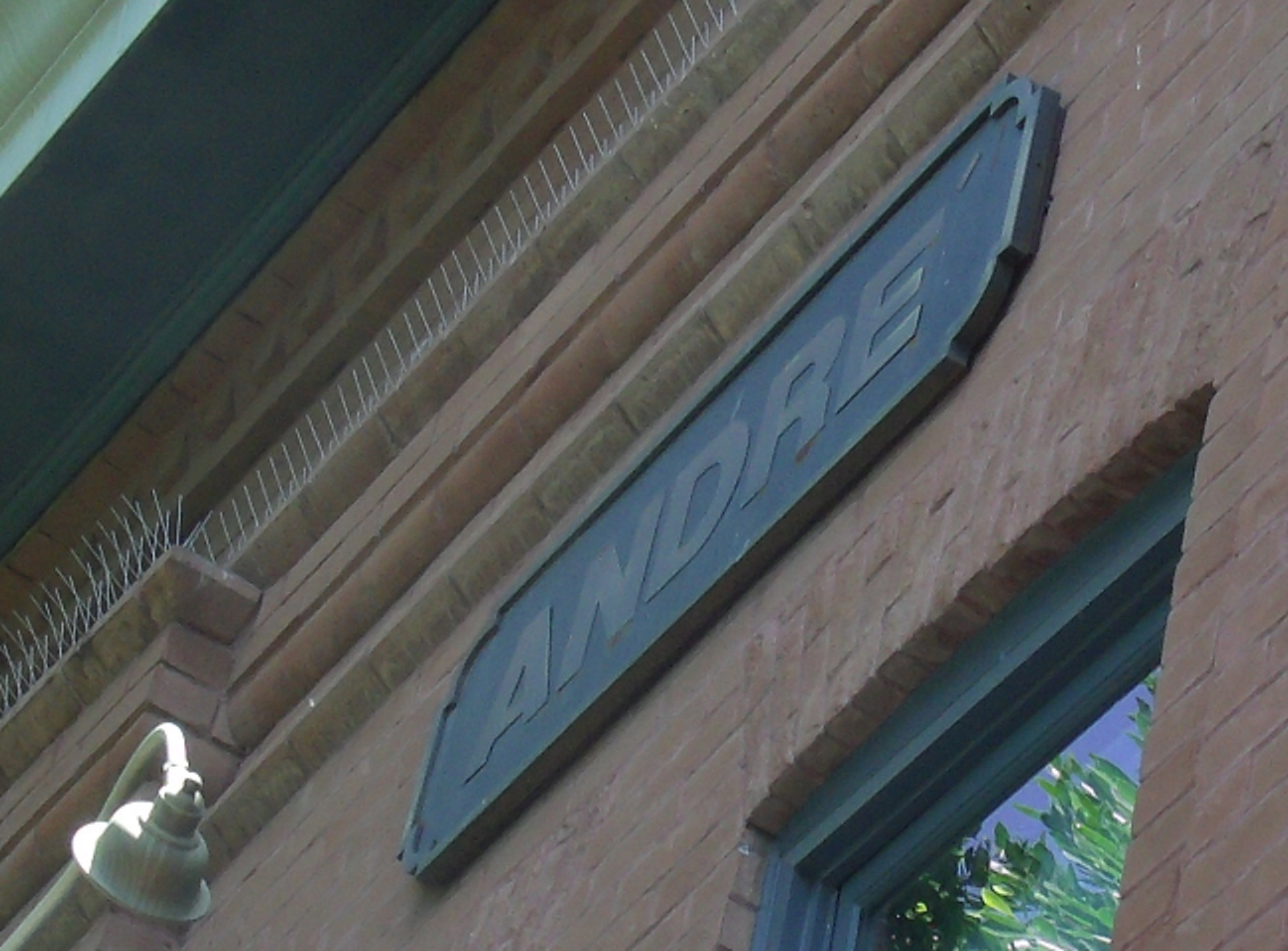
Schriftzug Andre

Das Andre Building ist ein denkmalgeschütztes Haus in der Stadt Tempe in Arizona.

## Lage
Das Gebäude befindet sich in der Innenstadt von Tempe auf der Ostseite der S. Mill Avenue, gegenüber der Einmündung der W 4th Street an der Adresse 401 S. Mill Avenue.

## Geschichte
Das Haus wurde im Jahr 1888 von R. G. Andre errichtet, der zu diesem Zeitpunkt in Phoenix lebte. Der Geschäftsmann und Sattler richtete hier einen Laden für Sättel und Geschirre ein. 1893 zog er nach Tempe. Er ging später eine geschäftliche Partnerschaft mit M. Mertz ein. Sie waren als Andre & Mertz auf Geschirre, Sättel und Fuhrwerke spezialisiert. 1899 brannte das Gebäude nieder. Andre errichtete im Jahr 1900 an gleicher Stelle ein neues Haus. Der zweigeschossige Neubau entstand in Zusammenarbeit mit C. G. Jones. 
1902 veräußerte Andre das Gebäude dann an Jones, dessen Familie bis 1977 Eigentümer blieb. Im Haus befanden sich neben dem Geschäft von Andre auch weitere Läden, so von 1912 bis 1929 ein Möbel- und Beerdigungsgeschäft von Price Wickliffe, die Arizona Cotton Growers Association (deutsch Vereinigung der Baumwollfarmer Arizonas) im Jahr 1919 und von 1939 bis 1942 die Zeitung Southside Progress. Von 1917 bis 1947 befand sich hier außerdem die Filiale der US-Post und von 1917 bis 1953 eine Freimaurerloge. Im Obergeschoss waren Wohnungen und eine Pension untergebracht. 
1977 erwarb dann die Stadt Tempe das Gebäude, das am 10. August 1979 in das National Register of Historic Places aufgenommen wurde. Im Jahr 1981 wurden erfolgte Veränderungen zurückgebaut und das ursprüngliche Erscheinungsbild wieder hergestellt. Zugleich wurde der Brandschutz verbessert. 1999 brach erneut ein Brand aus, der zwar Schäden verursachte, jedoch eingedämmt werden konnte.
Das Haus gilt als das am besten erhaltene und kontinuierlich genutzte Geschäftshaus der Jahrhundertwende zum 20. Jahrhundert im Salt River Valley.

## Architektur
Das zweigeschossige Backsteinhaus vereinigt Elemente des Neoklassizismus und des viktorianischen Backsteinbaus. Der Entwurf für das ursprüngliche Haus stammte vom bekannten regionalen Architekten James M. Creighton, an dem sich dann auch der Neubau orientierte. Am Obergeschoss finden sich Pilaster als neoklassizistische Gestaltungselemente. Die Fassade ist im Obergeschoss achtachsig ausgeführt. Über den zusammengefassten vier mittleren Achsen erhebt sich ein kleiner Dreiecksgiebel. Ein vorkragendes Gesims erstreckt sich über die gesamte Länge. Mittig ist dort der Schriftzug Andre angebracht.